# Лаутербрунска долина
Долината Лаутербрунен (на немски: Lauterbrunnental) е известна трогова долина в Алпите, кантон Берн.
Намира се в подножието на Бернските Алпи (по-точно на връх Юнгфрау) и е обърната на север. През нея протича река Вайсе Лючине, която заедно с Шварце Лючине образува река Лючине – приток на Аар.

## Описание
Долината е образувана от ледник преди хиляди години. В подобни случаи ледниците преудълбават съществуващи долини и им придават съвременния красив вид. Това, че е трогова, означава, че има U-образна форма – с широко и сравнително равно дъно и стръмни, дори отвесни стени, които достигат височина до половин километър. От тях на много места се спускат шеметни водопади – общо 72, откъдето идва и името на долината – „много извори“. най-известни са Трюмелбах и Щаубах. Трюмелбах представлява каскада от 10 ледникови водопада, които падат в скални теснини и привличат хиляди туристи. Те са от малкото подземни водопади в Европа, които са достъпни за наблюдение чрез асансьор и мрежа от стълби и алеи. Всяка секунда през тях текат 21 000 литра вода, изваща от ледниците под Юнгфрау, Айгер и Мьонх – 3 от най-красивите върхове на Алпите. Водопадът Щаубах е известен със своята височина – почти 300 м. Той е особено впечатляващ през пролетта, когато е много пълноводен. В долината се намира и водопадът Сефинен, който пада на няколко скока и завършва с най-големия от тях, висок 40 м.

## Село Лаутербрунен
То се намира приблизително по средата на дългата повече от 20 км долина. Има население около 1000 души, повечето от които са заети в туризма. Селото е изходен пункт за посещение на трите големи върха и тук повечето посетители оставят автомобилите си, за да продължат с друг транспорт. Известно е от ХІІІ в., но дълги години живее в своя изолиран свят. През втората половина на ХVІІІ в. любители катерачи започват да го използват за походи към високите части на планината. Така славата му започва да обикаля Европа и през следващия век все повече туристи се появяват в долината. Потокът нараства бързо с построяването на железницата Бернезе Оберланд през 1890 г., на кабинкови лифтове до близките върхове и особено на железницата Юнгфрау, известна със своята панорамна стойност.

## В изкуството
През 1779 г. Йохан Волфганг Гьоте вижда водопада Щаубах и в резултат създава поемата "Песен за духа на водите„. Долината е свързана и с известната книга „Властелинът на пръстените“. Обикновено се приема, че Дж. Толкин е вдъхновен за създаването ѝ в Нова Зеландия, но преди това, през 1911 г. той посещава Лаутербрюнен. Използва именно нея, за да изгради представата си за въображаемата „средна земя“ и за Ломидол, домът на елфа Елронд.